# Martin Kobylański
Martin Kobylański (ur. 8 marca 1994 w Berlinie) – polski piłkarz występujący na pozycji pomocnika.

## Kariera klubowa

### Energie Cottbus
6 listopada 2011 Kobylański zadebiutował w barwach Energie Cottbus w wieku 17 lat. Miało to miejsce podczas przegranego 0:2 spotkania 2. Bundesligi z SC Paderborn, gdy w 15. minucie zmienił na boisku Dimityra Rangełowa. W tamtym czasie też kilka klubów Bundesligi, włącznie z Bayernem Monachium, zaczęło przejawiać zainteresowanie jego osobą.

### Werder Brema
Latem 2012 Kobylański został zawodnikiem rezerw Werderu Brema i w sezonie 2012/13 regularnie pojawiał się w wyjściowym składzie. 5 września 2013 nieoficjalnie zadebiutował w pierwszej drużynie podczas przegranego 1:4 towarzyskiego meczu z FC St. Pauli, w którym strzelił jedynego gola dla Werderu. Oficjalny debiut nastąpił 21 września, gdy Kobylański wyszedł w podstawowym składzie na wygrane 2:0 ligowe spotkanie z Hamburgerem SV.

### Wypożyczenie do Unionu Berlin
W sierpniu 2014 Werder oficjalnie poinformował o rocznym wypożyczeniu Kobylańskiego do drugoligowego Unionu Berlin.

### Lechia Gdańsk
8 lutego 2016 Kobylański na zasadzie transferu definitywnego przeszedł do Lechii Gdańsk, z którą związał się dwuipółletnią umową.

### Wypożyczenie do Preußen Münster
30 stycznia 2017 Kobylański został wypożyczony do trzecioligowego Preußen Münster na czas do końca sezonu 2016/2017.

### Eintracht Brunszwik
Po 2 latach jego kontrakt z Preußen Münster nie został przedłużony i podpisał kontrakt z innym trzecioligowcem Eintracht Brunszwik. W debiucie 20 lipca 2019 Martin popisał się hat-trick'em.

### TSV 1860 Monachium
19 maja 2022 roku podpisał kontrakt z występującym w 3. Fußball-Lidze TSV 1860 Monachium. Zadebiutował 23 lipca tego samego roku, w wygranym 4:3 ligowym spotkaniu przeciwko Dynamo Drezno, w którym rozegrał 63 minuty i został zmieniony przez Marcela Bära.

## Życie prywatne
Martin Kobylański urodził się 8 marca 1994 w Berlinie i jest synem byłego reprezentanta Polski Andrzeja Kobylańskiego, który w tamtym czasie występował w barwach Tennis Borussia Berlin. Większą część dzieciństwa Martin spędził jednak w Cottbus, gdzie jego ojciec grał w miejscowym zespole Energie.